# Claire McDowell
Claire McDowell, nota anche con lo pseudonimo di Doris Carlton o Claire MacDowell (New York, 2 novembre 1877 – Hollywood, 23 ottobre 1966), è stata un'attrice statunitense del cinema muto.

## Biografia
Nativa di New York, iniziò a lavorare nel cinema nel 1908 per la Biograph, diretta da David Wark Griffith. Da quell'anno fino al 1945, quando si ritirò, apparve in 359 film. Al suo debutto, aveva 31 anni: attraente, alta 1,63, l'attrice interpretò vari ruoli in numerosi cortometraggi (all'epoca, il lungometraggio era un'eccezione). In età più matura, le vennero affidati ruoli di madre. Così, fu la madre di Lolita ne Il segno di Zorro (1920) e la madre del protagonista in Ben-Hur: A Tale of the Christ (1925).
Si sposò nel 1906 con l'attore del cinema muto Charles Hill Mailes, con cui girò numerosi film. La coppia ebbe due figli, Robert ed Eugene Mailes. Il matrimonio durò fino alla morte di lui, nel 1937.
Claire McDowell morì a Hollywood nel 1966 a 88 anni.

## Filmografia
- The Devil, regia di David W. Griffith – cortometraggio (1908)
- The Planter's Wife, regia di David W. Griffith – cortometraggio (1908)
- The Call of the Wild, regia di David W. Griffith – cortometraggio (1908)
- His Last Burglary, regia di D.W. Griffith – cortometraggio (1910)
- Love Among the Roses, regia di D.W. Griffith – cortometraggio (1910)
- A Flash of Light , regia di D.W. Griffith – cortometraggio (1910)
- The Usurer, regia di D.W. Griffith – cortometraggio (1910)
- Wilful Peggy, regia di D.W. Griffith – cortometraggio (1910)
- Muggsy Becomes a Hero, regia di Frank Powell – cortometraggio (1910)
- A Summer Idyll, regia di David W. Griffith – cortometraggio (1910)
- A Mohawk's Way, regia di David W. Griffith – cortometraggio (1910)
- The Oath and the Man, regia di David W. Griffith – cortometraggio (1910)
- Rose O'Salem Town, regia di David W. Griffith – cortometraggio (1910)
- The Iconoclast, regia di David W. Griffith – cortometraggio (1910)
- How Hubby Got a Raise, regia di Frank Powell – cortometraggio (1910)
- A Lucky Toothache, regia di Frank Powell – cortometraggio (1910)
- The Message of the Violin, regia di David W. Griffith – cortometraggio (1910)
- Two Little Waifs, regia di David W. Griffith – cortometraggio (1910)
- Waiter No. 5, regia di David W. Griffith – cortometraggio (1910)
- The Fugitive, regia di D.W. Griffith – cortometraggio (1910)
- Simple Charity, regia di D.W. Griffith – cortometraggio (1910)
- His New Lid, regia di D.W. Griffith e Frank Powell – cortometraggio (1910)
- A Child's Stratagem, regia di D.W. Griffith – cortometraggio (1910)
- Happy Jack, a Hero, regia di Frank Powell – cortometraggio (1910)
- The Golden Supper, regia di David W. Griffith – cortometraggio (1910)
- His Sister-In-Law, regia di D.W. Griffith – cortometraggio (1910)
- The Recreation of an Heiress, regia di Frank Powell – cortometraggio (1910)
- The Italian Barber, regia di David W. Griffith – cortometraggio (1911)
- His Trust regia di David W. Griffith – cortometraggio (1911)
- His Trust Fulfilled regia di David W. Griffith – cortometraggio (1911)
- Fate's Turning regia di David W. Griffith – cortometraggio (1911)
- Three Sisters regia di David W. Griffith – cortometraggio (1911)
- What Shall We Do with Our Old? regia di David W. Griffith – cortometraggio (1911)
- Fisher Folks regia di David W. Griffith – cortometraggio (1911)
- A Decree of Destiny regia di David W. Griffith – cortometraggio (1911)
- Conscience regia di David W. Griffith – cortometraggio (1911)
- Cured, regia di Frank Powell – cortometraggio (1911)
- The Spanish Gypsy regia di David W. Griffith – cortometraggio (1911)
- The Broken Cross regia di David W. Griffith – cortometraggio (1911)
- The Chief's Daughter regia di David W. Griffith – cortometraggio (1911)
- Misplaced Jealousy, regia di Mack Sennett – cortometraggio (1911)
- In the Days of '49, regia di David W. Griffith – cortometraggio (1911)
- The Manicure Lady, regia di Mack Sennett – cortometraggio (1911)
- The Crooked Road, regia di D.W. Griffith – cortometraggio (1911)
- A Romany Tragedy, regia di D.W. Griffith – cortometraggio (1911)
- The Primal Call, regia di D.W. Griffith – cortometraggio (1911)
- A Country Cupid, regia di David W. Griffith – cortometraggio (1911)
- The Ruling Passion, regia di D.W. Griffith – cortometraggio (1911)
- The Sorrowful Example, regia di D.W. Griffith – cortometraggio (1911)
- Swords and Hearts, regia di D.W. Griffith – cortometraggio (1911)
- The Squaw's Love, regia di D.W. Griffith – cortometraggio (1911)
- The Making of a Man, regia di David W. Griffith – cortometraggio (1911)
- The Unveiling, regia di D.W. Griffith – cortometraggio (1911)
- The Adventures of Billy, regia di D.W. Griffith – cortometraggio (1911)
- The Long Road, regia di D.W. Griffith – cortometraggio (1911)
- A Woman Scorned, regia di D.W. Griffith – cortometraggio (1911)
- The Failure, regia di David W. Griffith – cortometraggio (1911)
- As in a Looking Glass, regia di D.W. Griffith – cortometraggio (1911)
- The Baby and the Stork, regia di D.W. Griffith e Frank Powell (1912)
- A Blot on the 'Scutcheon, regia di D.W. Griffith (1912)
- Billy's Stratagem, regia di D.W. Griffith (1912)
- Under Burning Skies, regia di D. W. Griffith (1912)
- The Sunbeam, regia di D. W. Griffith (1912)
- A String of Pearls, regia di D.W. Griffith (1912)
- Iola's Promise, regia di David W. Griffith – cortometraggio (1912)
- The Female of the Species, regia di D.W. Griffith (1912)
- The Leading Man, regia di Mack Sennett (1912)
- The Fickle Spaniard, regia di Dell Henderson e Mack Sennett (1912)
- Il cappello di Parigi (The New York Hat), regia di D. W. Griffith (1912)
- The God Within, regia di David W. Griffith (1912)
- The Telephone Girl and the Lady, regia di D.W. Griffith (1913)
- A Misappropriated Turkey, regia di D.W. Griffith (1913)
- A Father's Lesson, regia di Dell Henderson (1913)
- Drink's Lure, regia di David W. Griffith (1913)
- The Wrong Bottle,  regia di Anthony O'Sullivan (1913)
- The Unwelcome Guest, regia di D.W. Griffith (1913)
- A Welcome Intruder, regia di David W. Griffith (1913)
- The Stolen Bride, regia di Anthony O'Sullivan (1913)
- The Wanderer, regia di David W. Griffith (1913)
- The Tenderfoot's Money, regia di Anthony O'Sullivan (1913)
- The Stolen Loaf, regia di David W. Griffith (non confermato) (1913)
- The House of Darkness, regia di David W. Griffith (1913)
- Olaf-An Atom, regia di Anthony O'Sullivan – cortometraggio (1913)
- The Ranchero's Revenge, regia di David W. Griffith (1913)
- The Well, regia di Tony O'Sullivan (1913)
- The Switch Tower, regia di Anthony O'Sullivan (1913)
- A Gamble with Death, regia di Anthony O'Sullivan (1913)
- The Enemy's Baby, regia di David W. Griffith (1913)
- A Gambler's Honor, regia di Anthony O'Sullivan (1913)
- The Mirror, regia di Anthony O'Sullivan (1913)
- The Vengeance of Galora, regia di Anthony O'Sullivan (1913)
- Under the Shadow of the Law, regia di Anthony O'Sullivan (1913)
- I Was Meant for You, regia di Anthony O'Sullivan (1913)
- The Work Habit, regia di Anthony O'Sullivan (1913)
- The Crook and the Girl, regia di Anthony O'Sullivan (1913)
- The Strong Man's Burden, regia di Anthony O'Sullivan (1913)
- The Stolen Treaty, regia di Anthony O'Sullivan – cortometraggio (1913)
- The Law and His Son, regia di Anthony O'Sullivan – cortometraggio (1913)
- A Tender-Hearted Crook, regia di Anthony O'Sullivan (1913)
- The Van Nostrand Tiara, regia di Anthony O'Sullivan – cortometraggio (1913)
- The Stopped Clock, regia di Anthony O'Sullivan (1913)
- Diversion, regia di Anthony O'Sullivan (1913)
- The Detective's Stratagem (1913)
- All for Science, regia di Anthony O'Sullivan (1913)
- The House of Discord, regia di James Kirkwood (1913)
- Beyond All Law, regia di Frank Powell (1913)
- For Her Government, regia di Frank Powell (1913)
- The Abandoned Well, regia di Oliver L. Sellers e Travers Vale (1913)
- Concentration, regia di Anthony O'Sullivan – cortometraggio (1914)
- Waifs, regia di David W. Griffith – cortometraggio (1914)
- The Fatal Wedding, regia di Lawrence Marston – cortometraggio (1914)
- His Fireman's Conscience, regia di Anthony O'Sullivan – cortometraggio (1914)
- A Nest Unfeathered – cortometraggio (1914)
- Her Father's Silent Partner, regia di Donald Crisp – cortometraggio (1914)
- For Auld Lang Syne (1914)
- Her Hand (1914)
- The Scar (1914)
- Her Mother's Weakness, regia di Anthony O'Sullivan (1914)
- The Ragamuffin, regia di Anthony O'Sullivan (1914)
- The Cracksman's Gratitude, regia di Anthony O'Sullivan (1914)
- Men and Women, regia di James Kirkwood – cortometraggio (1914)
- The New Reporter (1914)
- The Peddler's Bag, regia di Anthony O'Sullivan (1914)
- The Indian (1914)
- The Gold Thief, regia di Dell Henderson (1914)
- The Guiding Fate (1914)
- Their Soldier Boy (1914)
- The Tides of Sorrow, regia di J. Farrell MacDonald (1914)
- The Dole of Destiny (1914)
- The Child Thou Gavest Me (1914)
- His Old Pal's Sacrifice – cortometraggio (1914)
- Just a Kid (1914)
- The Bond Sinister, regia di J. Farrell MacDonald (1914)
- From the Shadow – cortometraggio (1915)
- The Inevitable Retribution (1915)
- The Dancer's Ruse (1915)
- The Borrowed Necklace (1915)
- The Box of Chocolates (1915)
- The Sheriff's Dilemma (1915)
- The Miser's Legacy – cortometraggio (1915)
- The Gambler's I.O.U. (1915)
- A Day's Adventure (1915)
- The Canceled Mortgage (1915)
- Truth Stranger Than Fiction (1915)
- Her Dormant Love (1915)
- The Way Out, regia di Tony O'Sullivan (Anthony O'Sullivan) (1915)
- Her Convert, regia di Tony O'Sullivan (1915)
- Old Offenders, regia di Anthony O'Sullivan – cortometraggio (1915)
- As It Happened, regia di Tony O'Sullivan – cortometraggio (1915)
- His Singular Lesson
- Mrs. Randolph's New Secretary
- Ashes of Inspiration, regia di J. Farrell MacDonald – cortometraggio (1915)
- The Stranger in the Valley, regia di Walter V. Coyle (1915)
- A Lasting Lesson (1915)
- Behind the Mask, regia di Francis Ford (1915)
- Her Renunciation, regia di George Morgan – cortometraggio (1915)
- The Inevitable, regia di Walter V. Coyle (1915)
- Bad Money (1915)
- The Passing Storm, regia di Alan Hale – cortometraggio (1915)
- Eyes of the Soul, regia di Travers Vale – cortometraggio (1915)
- Love's Enduring Flame – cortometraggio (1915)
- Cupid Entangled, regia di Walter V. Coyle – cortometraggio (1915)
- The Chain of Evidence, regia di Walter V. Coyle (1916)
- His White Lie
- What Happened to Peggy, regia di Walter V. Coyle – cortometraggio (1916)
- A Grip of Gold
- Paths That Crossed
- Celeste, regia di Walter V. Coyle (come Walter Coyle)
- Merry Mary (1916)
- The Lady from the Sea, regia di Raymond B. West (1916)
- The Caravan, regia di Raymond Wells (1916)
- Husks of Love, regia di William V. Mong (1916)
- Somewhere on the Battle Field, regia di Hobart Henley (1916)
- Sea Mates, regia di Francis Powers (1916)
- A Stranger from Somewhere, regia di William Worthington (1916)
- Mixed Blood, regia di Charles Swickard (1916)
- The Right to Be Happy
- The White Raven, regia di George D. Baker (1917)
- Avarice, regia di E. Magnus Ingleton e Leslie T. Peacocke – cortometraggio (1917)
- The Rented Man
- The Gates of Doom, regia di Charles Swickard (1917)
- The Bronze Bride, regia di Henry MacRae (1917)
- The Pace That Kills
- Doomed, regia di George Cochrane – cortometraggio (1917)
- The Black Mantilla, regia di Ruth Ann Baldwin – cortometraggio (1917)
- The Clean-Up, regia di William Worthington (1917)
- A Romany Rose, regia di Marshall Stedman (1917)
- Captain of His Soul, regia di Gilbert P. Hamilton (1918)
- Heart o' the Hills, regia di Sidney Franklin e Joseph De Grasse (1919)
- La regina delle follie (The Follies Girl), regia di John Francis Dillon (1919)
- The Feud, regia di Edward LeSaint (1919)
- Midsummer Madness, regia di William C. de Mille  (1920)
- Something to Think About regia di Cecil B. DeMille (1920)
- What Every Woman Knows, regia di William C. de Mille (1921)
- Penrod, regia di Marshall Neilan (1922)
- The Ragged Heiress, regia di Harry Beaumont (1922)
- The Lying Truth, regia di Marion Fairfax (1922)
- In the Name of the Law, regia di Emory Johnson (1922)
- Nice People, regia di William C. de Mille (1922)
- Heart's Haven, regia di Benjamin B. Hampton (1922)
- Lo sciacallo (Quincy Adams Sawyer), regia di Clarence G. Badger (1922)
- Il piccolo saltimbanco (Circus Days), regia di Edward F. Cline (1923)
- Ceneri di vendetta (Ashes of Vengeance), regia di Frank Lloyd (1923)
- Ponjola, regia di Donald Crisp (1923)
- Rent Free, regia di Howard Higgin (1922)
- Enemies of Children, regia di Lillian Ducey e John M. Voshell (1923)
- Michael O'Halloran, regia di James Leo Meehan (1923)
- Black Oxen, regia di Frank Lloyd (1923)
- Secrets, regia di Frank Borzage (1924)
- La torre delle menzogne (The Tower of Lies), regia di Victor Sjöström (1925)
- One of the Bravest, regia di Frank O'Connor (1925)
- La grande parata (The Big Parade), regia di King Vidor (1925)
- The Unknown Soldier, regia di Renaud Hoffman (1926)
- A Little Journey, regia di Robert Z. Leonard (1927)
- The Auctioneer, regia di Alfred E. Green (1927)
- Ah! Che maschietta! (Tillie the Toiler), regia di Hobart Henley (1927)
- The Tragedy of Youth, regia di George Archainbaud (1928)
- I vichinghi (The Viking), regia di Roy William Neill (1928)
- Silks and Saddles, regia di Robert F. Hill (1929)
- Mothers Cry, regia di Hobart Henley (1930)
- Redenzione (Redemption), regia di Fred Niblo e Lionel Barrymore (1930)
- Carcere (The Big House), regia di George W. Hill (1930)
- Rebecca of Sunnybrook Farm, regia di Alfred Santell (1932)
- Un dramma per televisione (Murder by Television), regia di Clifford Sanforth (1935)
- Spregiudicati (Idiot's Delight), regia di Clarence Brown (1939)
- La commedia umana (The Human Comedy), regia di Clarence Brown (1943)